# Diso
Diso est une commune italienne de la province de Lecce dans la région des Pouilles.

## Administration
| Période                                  | Période  | Identité           | Étiquette       | Qualité |
| ---------------------------------------- | -------- | ------------------ | --------------- | ------- |
| 16/05/2011                               | En cours | Antonella Carrozzo | (liste civique) |         |
| Les données manquantes sont à compléter. |          |                    |                 |         |

### Hameaux
Marittima

### Communes limitrophes
Andrano, Castro (Lecce), Ortelle, Spongano